# Trachyliopus fairmairei
Trachyliopus fairmairei là một loài bọ cánh cứng trong họ Cerambycidae.